# Corby
Corby – miasto w Wielkiej Brytanii (Anglia), w hrabstwie Northamptonshire, w dystrykcie (unitary authority) North Northamptonshire, około 120 km na północ od Londynu i 70 km na południowy zachód od The Wash – dużego estuarium kilku rzek uchodzącego do Morza Północnego. W 2011 roku miasto liczyło 54 927 mieszkańców. Kod pocztowy (postcode) NN17 i NN18. Corby jest wspomniana w Domesday Book (1086) jako Corb(e)i.

Corby miasto w Corby (borough)

W mieście rozwinął się przemysł elektroniczny, metalowy oraz spożywczy.

## Współpraca
- Châtellerault, Francja
- Velbert, Niemcy